# Casas Grandes
Casas Grandes (spanska för Stora husen; även känt som Paquimé) är ett namn som har givits till ett förkolonialt arkeologiskt område och dess mittområde i nordvästra Mexiko i delstaten Chihuahua. Ansett som en av de mest betydelsefulla arkeologiska områdena i nordvästra regionen, ligger Casas Grandes mitt i en vid och näringsrik dalgång vid floden Casas Grandes (även kallad San Miguel), omkring 56 km söder om Janos och 240 km nordväst om delstatshuvudstaden Chihuahua. Det arkeologiska området ligger inom Casas Grandes kommun som gett området dess namn.  Dalen och regionen har länge varit befolkat av inhemska folkgrupper.

## Förkolonial kultur
Mellan 1130 och 1300 började befolkningen i området samlas i små bosättningar i den vida dalen. Deras storlek växte under 1300-talet och resulterade slutligen i samhällen med flervåningshus och med en befolkning på vardera uppemot 2 500 invånare. De större samhällena kännetecknas av I-formade mesoamerikanska bollplaner, stensatta plattformar,  och bildhögar. De hade dessutom en marknadsplats och ett utvecklat vattenförvaringssystem. 
Befolkningen utförde bland annat specialiserade hantverk, vilka omfattade arbeten som tillverkning av kopparklockor och ornament, pärlor från mollusker och en stor keramiktillverkning. Dessa hantverk distribuerades troligen genom ett omfattande handelsnätverk. Casas Grandes keramik har en vit eller rödaktig yta, med ornamentering i blått, rött, brunt eller svart och anses ibland vara bättre tillverkade än dagens keramik i området. Bildskålar och farkoster ofta formade som en målad mänsklig figur. Casas Grandes keramik såldes så långt bort som i New Mexico och Arizona och över hela norra Mexiko.
Den största identifierade bosättningen är idag känd som Paquimé eller Casas Grandes. Den började som en grupp av 20 eller fler huskluster, var och en med en öppen yta och en omslutande mur. Dessa enplansboningar av soltorkat tegel delade ett gemensamt vattensystem. Belägg finns som visar att Paquimé hade ett avancerat vattenkontrollsystem som inkluderade underjordiska dräneringssystem, reservoarer, vattenkanaler fram till bostäderna, och ett avloppssystem.
Samhället återuppbyggdes nästan helt under 1300-talet. Flervåningshus ersatte de mindre bostadshusen. Paquimé övergavs i början av 1400-talet.  

## Arkeologiska ruiner
Vid tiden för den spanska koloniseringen av Amerika, var området Casas Grandes översållad med artificiella högar, från vilka plundrare tog ett stort antal stenyxor, metater eller majs-malare, och lergods-farkoster av olika typer.
Innan betydande arkeologiska undersökningar genomfördes, fanns stora delar av ruinbyggnader från förkolonial tid i en betydande mängd en knapp km norr om dagens moderna samhälle. Ruinerna var byggda av soltorkade block av lera och grus, omkring en dryg halvmeter tjocke, och av ojämn längd, vanligen en knapp meter långa, troligen formade och torkade på plats. De tjocka murarna verkar ha täckts med puts på såväl insidan som utsidan. En huvudstruktur sträckte sig 240 m från norr till söder och 76 meter öst till väst; huvudsakligen rektangulär, och verkar ha bestått av tre separata enheter förenade av gångar eller linjer med lägre byggnader.
Bostadsområdena varierade i storlek från små krypin till stora vida gårdsplaner. Murarna vid många hörn är 12 till 15 meter höga, ger en indikation att de ursprungliga varit 6 eller 7 våningar höga. Ruinerna 140 meter från huvudområdet består av en serie rum samlade kring en kvadratisk gårdsplan, sju på varje sida, med en större lägenhet vid hörnen.
I en grav, hittades en sittande mumie, klädd i linne och omgiven av tillhörigheter såsom juveler och keramik. En drygt 2000 kg tung järnmeteorit hittades i ett av rummen, även den omsorgsfullt omsluten i linne. Meteoriten förvaras idag i  Smithsonian Museum of Natural History.
Utgrävningar på en plats gav fragment av äggskal, fågelskelett och spår av sittpinnar av vilka man drog slutsatsen att samhället födde upp röd ara, betydelsefulla i Mesoamerikanska ritualer.  
En större samling av Casas Grandes keramik visas på Folk- och kulturmuseet vid Brigham Young University, Provo, Utah.
Ruiner liknande de i Casas Grandes finns nära Gila och Salinas i New Mexico men även i Colorado och det är troligt att samtliga representerar en kulturell grupp kopplad till Mogollonkulturen i norr. Tidiga etnologen Hubert Howe Bancroft, i The Native Races of the Pacific States of North America var benägen att koppla dem till vår tids Hopi, ibland kända som Moqui under hans tid, men dagens lärda kan inte identifiera ättlingarna till folket i Casas Grandes. 